# Cratere Nemo
Nemo è un cratere sulla superficie di Caronte.